# Sagopa Kajmer
Cette page contient des caractères spéciaux ou non latins. S’ils s’affichent mal (▯, ?, etc.), consultez la page d’aide Unicode.
Sagopa Kajmer, de son vrai nom Yunus Özyavuz, est un DJ, producteur, turntabliste (scratcheur), rappeur né à Samsun le 17 août 1978.

## Biographie
Son intérêt pour la musique le pousse à travailler en tant que DJ pour une radio locale à Samsun. En 1997, il déménage à Istanbul pour étudier l'histoire et la langue perse à l'université d'Istanbul. Un an après son arrivée à Istanbul, en 1998, il crée le groupe 'Kuvvetmira' qui existe encore à l'heure actuelle. Il participe en 1999 à la compilation Yeraltı Operasyonu sous le pseudonyme de Silahsız Kuvvet (la force sans armes). En 2001 et 2002, il sort respectivement les albums Sözlerim Silahım, İhtiyar Heyeti.
C'est en 2002, dans l'album İhtiyar Heyeti, que nait le style 'Sagopa Kajmer'. Yunus Özyavuz annonce que Silahsiz Kuvvet fait partie de l'histoire ancienne. La même année, il sort encore deux albums, Sagopa Kajmer puis 10 Kurşun. Le premier porte le nom de son nouveau pseudonyme. Il dit dans un de ses titres '...On est trois dans le même lit. 1 Silahsız Kuvvet 2 Mic Check 3 Sagopa Kajmer...' pour expliquer la sortie de trois albums en un an. Il ne reste alors plus que deux artistes chez Yunus Özyavuz. 'Mic Check' est son pseudonyme utilisé en tant que DJ. Il a importé le turntablisme (scratch) en Turquie. Encore en 2002, c'est lui qui crée toutes les musiques de l'album de Ceza : Med Cezir.
En 2004, il sort Bir Pesimistin Göz Yaşları d'où nait un nouveau style. Auparavant, quelques musiques de l'album 10 Kurşun avaient des prémices du style pessimiste, mais c'est bel et bien dans Bir Pesimistin Göz Yaşları que ce style est le plus remarquable. Ses deux précédents albums avaient un style plus street/battle alors que Bir Pesimistin Göz Yaşları montre une vision sombre de l'humanité, la vie, sur fond de guerre.
Toujours en 2004, 'Mic Check' produit l'album Huzur N Darem de Dr. Fuchs, l'acolyte de Ceza (cf. Nefret). De plus, Yunus Özyavuz a exercé le métier de directeur musical et son métier de DJ dans de grandes radios turques.
La même année, il produit des titres de la BOF de G.O.R.A.. En particulier le titre Al Birde Burdan Yak qui révèle Sagopa Kajmer au grand public.
En 2005, il produit l'album de Kolera (sa femme) Karantina Embriyo puis présente l'album Romantizma qui marque le point culminant de sa carrière. Le clip du morceau 'Vasiyet' obtient le prix du clip de l'année de Kral TV. En 2006, son groupe 'Kuvvetmira' sort Kafile. En 2007, il est en duo avec Kolera dans le double album İkimiz Anlatan Bir Şey et sur le morceau İçimdeki Şeytanın Ensesindeyim avec Mc Salazar. Le dernier album de Sagopa Kajmer est Kötü İnsanları Tanıma Senesi.
Sagopa Kajmer et Kolera créent le label Melankolia Müzik. Le premier album sorti sous ce label est Kafile de Kuvvetmira.

## Discographie

### Albums
- Yeraltı Operasyonu (1999)
- Gerilim 99 (Promo) (1999)
- Toplama Kampı (2000)
- Sözlerim Silahım (2001)
- İhtiyar Heyeti (2002)
- On Kurşun (2001)
- One Second (2002)
- Sagopa Kajmer (2002)
- Bir Pesimistin Gözyaşları (2004)
- Romantizma (2005)
- İkimizi Anlatan Bir Şey (2007)
- Kötü İnsanları Tanıma Senesi (2008)
- Bendeki Sen (2010)
- Saydam Odalar (2011)
- Kalp Hastası (2013)
- Ahmak Islatan (2017)

### EP
- Pesimist Ep 1
- Pesimist Ep 2
- Pesimist Ep 3
- Pesimist Ep 4 (Kurşun Asker)
- Disstortion Ep
- Pesimist Ep 5 (Kör Cerrah)
- Pesimist Orkestra ”Saykodelik Ep”

### Productions
- Silahsız Kuvvet - İhtiyar Heyeti
- Silahsız Kuvvet - Sözlerim Silahım
- Sagopa Kajmer - Sagopa Kajmer
- Ceza - Med Cezir
- Sagopa Kajmer - Bir Pesimistin Gözyaşları
- Dr Fuchs - Huzur N Darem
- Sagopa Kajmer - Gora Soundtrack
- Kolera - Karantina Embryo
- Sagopa Kajmer - Romantizma
- Kuvvetmira - Kafile
- Abluka Alarm - Ahenk
- Sagopa Kajmer & Kolera - İkimizi Anlatan Bir Şey
- Sagopa Kajmer - Kötü İnsanları Tanıma Senesi
- Sagopa Kajmer - Kör Cerrah

### Clips vidéos
- Karikatür Komedya
- Maskeli Balo
- Al Bide Burdan Yak
- Vasiyet
- Bebeğim Öldü
- Baytar
- Kırık Çocuk
- Monotonluk Maratonu
- Kendim İçin
- Ben Hüsrana Komşuyum
- Düşersem Yanarım
- Ateşten Gömlek(2009 son album)
- Yakin Ve Uzak (3D animation)
- Sürahi
- Bir Dizi Iz
- Merhametine Dön
- Galiba
- Kaç Kaçabilirsen feat Kolera (2012)
- Düşünmek için Vaktin Var (2013)
- Uzun Yollara Devam (2013)
- Tecrübe feat DJ Tarkan
- Sorun Var
- Sertlik Kanında Var Hayatın
- Avutsun Bahaneler
- Oldu Olanlar feat DJ Tarkan
- 366. Gün
- Toz Taneleri
- Siyah feat Patron
- Bu Sen Değilsin feat Faruk Sabancı

## Liens
https://melankolia.com.tr/